# Katelyn Nacon

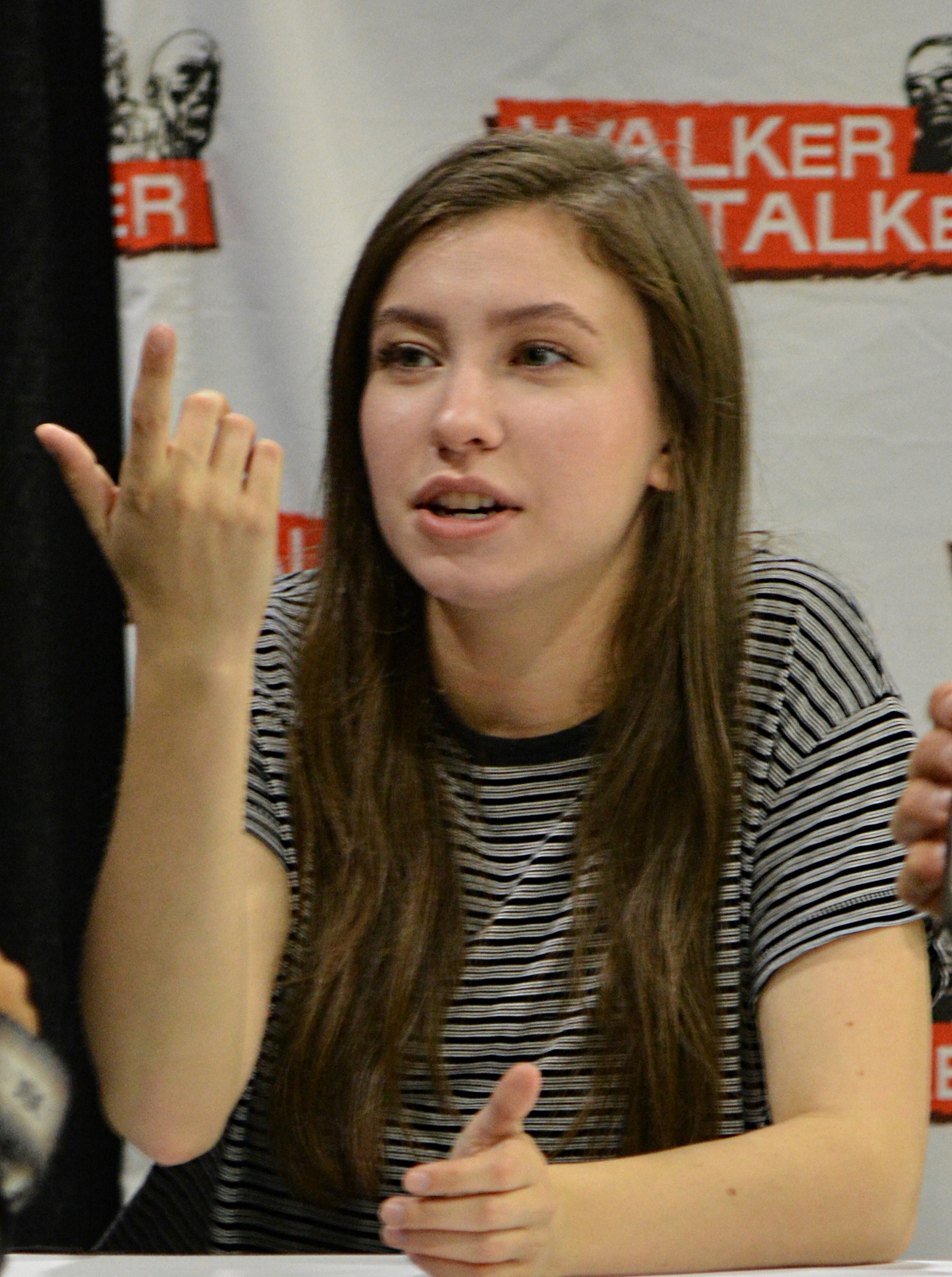
Katelyn Nacon

Katelyn May Nacon (ur. 11 czerwca 1999 w Atlancie) – amerykańska aktorka, która wystąpiła m.in. w serialach Żywe trupy, Lekkie jak piórko i Ozn@czone.

## Filmografia

### Filmy
| Rok  | Tytuł                 | Rola            | Uwagi       |
| ---- | --------------------- | --------------- | ----------- |
| 2013 | Psychology of Secrets | Patti           |             |
| 2013 | Second Chances        | Cami            |             |
| 2013 | In the Midst          | dziewczyna      | krótkometr. |
| 2014 | Another Assembly      | Mya             |             |
| 2016 | Penguin Flu           | Britney         | krótkometr. |
| 2022 | Linoleum              | Nora Edwin      |             |
| 2022 | Breathing Happy       | Tristan         |             |
| 2023 | Southern Gospel       | Julie Ledbetter |             |

### Telewizja
| Rok       | Tytuł             | Rola         | Uwagi          |
| --------- | ----------------- | ------------ | -------------- |
| 2014      | Resurrection      | dziewczyna   | 1 odc.         |
| 2014      | Too Many Cooks    | Chloe Cook   | krótkometr.    |
| 2015–2019 | Żywe trupy        | Enid         | w gł. obsadzie |
| 2016–2018 | Ozn@czone         | Elisia Brown | gł. rola       |
| 2019      | Lekkie jak piórko | Sammi Karras | w gł. obsadzie |